# Vertice dell'Aia
Il vertice dell'Aia è stato un incontro al vertice dei capi di Stato e di governo degli Stati membri delle Comunità europee l'1° e 2 dicembre del 1969 a L'Aia. L'occasione del convegno era la scadenza della fase di sviluppo contrattuale di dodici anni della CEE (ex art. 8 EECV). Vennero prese decisioni politiche di vasta portata sull'ulteriore sviluppo della comunità. Il vertice dell'Aia avviò tutte le importanti questioni politiche europee degli anni 1970: la costituzione finanziaria della comunità con entrate proprie, la creazione di un'unione economica e monetaria, il completamento della politica agricola comune, l'allargamento dell'Unione europea per includere il Regno Unito e altri stati, l'istituzione della cooperazione politica europea (EPC) e l'esame delle elezioni dirette del Parlamento europeo. Il vertice dell'Aia fu il primo vertice politicamente significativo di tutti i capi di Stato e di governo della CE e quindi il precursore del Consiglio europeo istituito come organo regolare nel 1974. Prima di tutto, si indissero "conferenze al vertice" annuali dei capi di Stato e di governo della CE come organo esecutivo. Su suggerimento di Giscard d'Estaing, i vertici del 1974 vennero trasformati in un Consiglio europeo dei capi di Stato e di governo che si riuniva almeno due volte l'anno. In seguito a questa decisione, nel 1987, il Consiglio europeo venne ancorato al Trattato nell'ambito del SEE (art. 2).

## Storia
Alla fine degli anni 1960, la Comunità europea attraversò la sua prima grave crisi: dal luglio 1965 al gennaio 1966, la Francia aveva bloccato lo sviluppo della Comunità con la politica della "sedia vuota", poiché cercava di impedire il passaggio alle decisioni a maggioranza nel Consiglio dell'Unione europea e il tentativo di impedire l'introduzione di mezzi finanziari propri della Commissione europea per la politica agricola comune. Mentre la controversia sul processo decisionale nel Compromesso di Lussemburgo, all'inizio del 1966, venne risolta, il problema del finanziamento continuò a latitare.
Inoltre, dall'inizio degli anni 1960 c'era stato un conflitto costante sull'espansione pianificata delle comunità per includere il Regno Unito e altri stati dell'EFTA (in particolare Danimarca e Norvegia) e l'Irlanda. Mentre la maggior parte dei membri delle comunità avevano accolto con favore questo allargamento, la Francia, sotto il presidente Charles de Gaulle, lo respinse, temendo che avrebbe perso influenza nella comunità e, attraverso il rapporto speciale tra Regno Unito e Stati Uniti, il progetto di un'unione politica europea come il terzo potere visto tra gli Stati Uniti e l'URSS era a rischio. Due richieste di adesione da parte del Regno Unito furono quindi respinte nel 1963 e nel 1967 a causa del veto francese.
Una terza area problematica era l'ulteriore sviluppo delle comunità. La necessità di agire era vista nel coordinamento della politica estera e valutaria, in particolare dopo che l'inizio della Guerra del Vietnam, nel 1964, aveva portato a un'intensificazione della guerra fredda e i problemi del sistema di Bretton Woods erano diventati chiari con l'insolvenza degli Stati Uniti nel 1969.
In questa situazione ci fu un cambio di governo, sia in Germania che in Francia, nel 1969: Willy Brandt sostituì Kurt Georg Kiesinger come cancelliere federale e Georges Pompidou succedette a Charles de Gaulle come presidente francese. Ciò rese più facile a Pompidou iniziare un nuovo indirizzo politico, il 10 luglio 1969, con la sua proposta di un incontro al vertice dei capi di Stato e di governo europei per risolvere le questioni senza risposta in materia di "completamento, approfondimento e allargamento". Poiché i Paesi Bassi detenevano al momento la presidenza del Consiglio dei ministri della CE nella seconda metà del 1969, questa conferenza si svolse l'1° e 2 dicembre a L'Aia. Mentre il primo giorno si incontrarono soltanto i capi di stato e di governo delle comunità, il secondo giorno partecipò anche il presidente della Commissione europea, Jean Rey.

## Risultati del vertice

### Completamento
Per quanto riguarda il completamento della politica agricola comune, i capi di Stato e di governo europei convennero, nel loro comunicato finale, di passare "dal periodo di transizione alla fase finale della Comunità europea" e di introdurre gradualmente finanziamenti dalle risorse proprie della Commissione. La Francia, quindi, cedette sulle sue richieste del 1965.

### Approfondimento
Per l'ulteriore espansione della comunità, i partecipanti al vertice decisero di istituire due commissioni, una delle quali, sotto la guida del primo ministro lussemburghese Pierre Werner, doveva sviluppare un piano graduale per l'introduzione di una moneta europea comune. La seconda commissione, presieduta dal diplomatico belga Étienne Davignon, avrebbe dovuto elaborare proposte su come coordinare la politica estera degli Stati della CE. Inoltre, venne deciso, per la prima volta, di espandere i poteri di bilancio del Parlamento europeo.

### Estensione
Infine, i capi di Stato e di governo europei riconobbero il loro "accordo sul principio dell'allargamento della Comunità, come previsto dall'articolo 237 del Trattato di Roma". Tuttavia, una condizione per l'adesione di nuovi Stati era il loro riconoscimento dell'acquis giuridico comune che era sorto dalla fondazione delle comunità. Venne inoltre convenuto che gli Stati della CE avrebbero sviluppato una base comune per i negoziati prima dell'adesione di nuovi Stati. Ciò rese chiaro che l'adesione di nuovi Stati sarebbe stata in linea di principio possibile solo alle condizioni degli Stati CE, il che era contrario ai possibili progetti del Regno Unito, da un lato di unirsi alla comunità, ma dall'altro di continuare ad avere una politica estera globale indipendente con relazioni speciali con gli Stati Uniti e il Commonwealth delle nazioni.

## Conseguenze
Con il vertice dell'Aia, la Comunità europea riuscì ad uscire dalla crisi degli anni Sessanta e ad avviare una nuova fase di intensificata integrazione. Le risoluzioni più importanti approvate furono attuate negli anni seguenti: nel 1970, ad esempio, furono introdotti fondi propri per finanziare la politica agricola comune, che derivavano dall'imposta sul valore aggiunto riscossa in tutti gli Stati membri, di cui l'1 per cento doveva essere versato direttamente alla Commissione europea. Al Parlamento europeo, insieme al Consiglio, venne conferita l'autorità di bilancio per le spese comunitarie, ma solo per le cosiddette spese "non obbligatorie" (ad esempio tutte le spese tranne quelle per la politica agricola, che all'epoca erano oltre il 90% del budget totale).
Entrambe le commissioni, Werner e Davignon, presentarono i loro rapporti finali nel 1970. Il 22 marzo venne approvato il Piano Werner, che prevedeva la graduale introduzione di una moneta comune, adottato dal consiglio dei ministri il 22 marzo 1971. Tuttavia, alla fine fallì a causa della crisi economica e valutaria globale, che nel 1972 portò anche al crollo del sistema di Bretton Woods, e alla fine fu sostituita dal Serpente monetario meno ambizioso. Il rapporto Davignon portò all'istituzione della Cooperazione politica europea (inizialmente non istituzionalizzata), un coordinamento intergovernativo degli Stati della CE nel campo della politica estera. Sebbene l'EPZ fosse solo informale e puramente volontaria, portò a certi successi di politica estera negli anni '70, come la posizione comune degli Stati della CE alla Conferenza sulla sicurezza e la cooperazione in Europa 1973-1975.
Dopo l'approvazione dei rapporti Werner e Davignon, i negoziati di adesione con il Regno Unito e gli altri Stati EFTA che desideravano aderire iniziarono alla fine del 1970, ma anche a causa della dura posizione negoziale della CE, si trascinarono per oltre un anno. Solo a gennaio 1972 i trattati di adesione vennero finalmente firmati, portando al primo allargamento delle comunità per includere Regno Unito, Danimarca e Irlanda il 1º gennaio 1973.
Il crollo del sistema di Bretton Woods e la crisi petrolifera del 1973 portarono presto di nuovo i singoli Stati in gravi difficoltà e portarono alla fase dell'Eurosclerosi, in cui l'unificazione europea ristagnò fino alla metà degli anni 1980. Tuttavia, il Vertice dell'Aia divenne un modello per superare le crisi di integrazione. Vertici analoghi, dei capi di Stato e di governo, furono quindi ripetuti a Parigi nel 1972 e a Copenaghen nel 1973. Al vertice di Parigi del 1974 si decise infine di tenere riunioni dei capi di Stato e di governo europei tre volte all'anno, che ora erano conosciute come Consiglio europeo.